# Christophe Badoux
Pour les articles homonymes, voir Badoux.
 (novembre 2018).
Christophe Badoux (né le 7 mars 1964 à Barbourville (Kentucky), États-Unis, et mort le 28 octobre 2016) était un illustrateur et auteur de bandes dessinées suisse.

## Biographie
Badoux a grandi à Greifensee ; il fait ses études à la Haute école d’art de Zurich, dans la classe de graphisme professionnel, puis vit huit années à Paris. En 1994, il revient à Zurich. Badoux est illustrateur pour des revues et quotidiens suisses, par exemple Bolero, Cash, Die Wochenzeitung et la Neue Zürcher Zeitung ainsi que le magazine de bande dessinées Strapazin. Il est adepte de la ligne claire, qui est dans la tradition du créateur belge Hergé.
À partir de 2003, Christophe Badoux enseigne au département d'art et de design de la Haute école de Lucerne (Suisse).
En 2008, en collaboration avec le centre Paul Klee de Berne, les éditions Moderne ont publié sa bande dessinée Klee qui traite la vie du peintre suisse Paul Klee dans le contexte des événements historiques de 1879 à 1940.
En janvier 2010, les Éditions Castagniééé ont publié sa bande dessinée La Cinquième Variable, une satire du conflit intergénérationnel et du système des caisses de pensions en Suisse. À partir d'avril 2010, et en collaboration avec Marcel Gamma, il publie également des bandes dessinées en ligne, Stan the Hooligan, consacrées au supporter du club de football FC Zurich.
Marié avec la chanteuse de rock zurichoise Nadja Zela, dont il a deux enfants, Christophe Badoux a vécu et travaillé à Zurich.

## Œuvres
- Bupo Schoch - Operation Roter Zipfel  (1999, éditions Moderne)
- Fatmas Fantastische Reise  / Fatma's Fantastic Journey (2006, éditions Moderne)
- Klee (2008, éditions Moderne)
- Cricket etc. dans When Kulbhushan meets Stöckli (2009, Phantomville/éditions Moderne)
- La Cinquième Variable (2010, éditions Castagniééé) / Die fünfte Variable (2010, éditions Moderne)

## Expositions
- Lucerne (Fumetto), 2008, 2009
- Tétouan (Festival international de la bande dessinée), 2008
- Algier (1er Festival BD), 2008
- New Delhi (Lupe), 2008
- Moscou (Kommissian Comic Festival), 2009
- Zurich, 2005, 2009

## Prix et distinctions
- Bourse d'atelier de la ville de Zurich 2009 (dans le domaine de la bande dessinée)
- Dessinateur de l'année, STC 2008